# Томи Портимо
Томи Портимо (на фински: Tommy Portimo) е финландски музикант, барабанист на „Sonata Arctica“.

## Биография
Роден е на 5 септември 1981 г. Преди да бъде включен в основаването на Sonata Arctica, е бил част от няколко не много популярни банди. Любими групи са му ХИМ, Sentenced, Nightwish, Stratovarius. Обича да гледа Jackass и The Osbournes. Иска да посети Маями или Ню Йорк.